# Lammassaaret (ö i Birkaland)
Lammassaaret är en ö i Finland. Den ligger i sjön Näsijärvi och i kommunen Tammerfors i den ekonomiska regionen Tammerfors och landskapet Birkaland, i den södra delen av landet, 160 km norr om huvudstaden Helsingfors. Öns area är 1,4 hektar och dess största längd är 190 meter i sydväst-nordöstlig riktning.  Notera att namnet antyder att det är fråga om flera öar.